# Lycoperdon bicolor
Lycoperdon bicolor är en svampart som beskrevs av Welw. & Curr. 1867. Lycoperdon bicolor ingår i släktet Lycoperdon och familjen Agaricaceae.   Inga underarter finns listade i Catalogue of Life.